# Placeta de Sant Roc (Guissona)
La Placeta de Sant Roc és una plaça pública de Guissona (Segarra) inclosa a l'Inventari del Patrimoni Arquitectònic de Catalunya.

## Descripció
Placeta on es produeix l'encreuament entre alguns dels carrers més transitats de la vila com el C/ Raval Bisbal, el C/ Bisbal, el C/ Traspalau i el C/ Guinguetes.
És un espai de pas que comunica la part antiga de la vila amb la zona nova, fruit del creixement accelerat que ha sofert Guissona en els últims deu anys.
Aquesta placeta delimita una zona per a vianants considerable on es concentren gran part dels negocis i de les cases més antigues de la població. Els edificis que l'envolten presenten unes característiques similars : alçada de tres plantes amb golfes, façanes resoltes amb carreus de pedra arrebossats i pintats, grans balconades amb motllures sinuoses que manifesten el gust per un nou estil que convina funcionalitat i bellesa com és el Modernisme, etc.
Aquesta plaça presenta una planta triangular i en un dels seus costats s'aixeca l'edifici de l'Ateneu, que conserva en una fonícula de la façana una imatge de Sant Roc, que dona nom a la plaça i que prodecedeix de l'antic portal de Sant Roc que es trobava en aquest mateix emplaçament.
L'enllosat d'aquesta placeta és de pedra i queda delimitat del C/ Traspalau per una renglera d'arbres plataners.

## Història
La Placeta de Sant Roc va néixer quan es va derruir l'antic Portal de Sant Roc, que era un dels tres accessos de la muralla perimetral que protegia Guissona en època medieval.